# Ian Rogers
Ian Rogers (ur. 24 czerwca 1960 w Hobart na Tasmanii) – australijski szachista i trener szachowy, arcymistrz od 1985 roku.

## Kariera szachowa
Jest najbardziej utytułowanym australijskim szachistą. Pierwszy tytuł mistrza kraju zdobył w roku 1976, w kategorii juniorów. Czterokrotnie sięgał po złote medale w mistrzostwach seniorów (1980, 1986, 1998, 2006), w 1993 triumfował w turnieju Australian Open, natomiast w 1989, 1994 i 1998 - w Australian Grand Prix. Od końca lat 80. znajduje się w ścisłej krajowej czołówce, przez wiele lat będąc liderem reprezentacji. W roku 1985 został drugim Australijczykiem (po Walterze Browne), któremu Międzynarodowa Federacja Szachowa przyznała tytuł arcymistrza. Pomiędzy 1978 a 2006 rokiem czternastokrotnie wystąpił na szachowych olimpiadach (w tym 12 razy na I szachownicy) i pod tym względem jest rekordzistą wśród australijskich szachistów. Dwukrotnie startował w turniejach międzystrefowych (eliminacjach mistrzostwa świata) rozgrywanych systemem szwajcarskim, nie osiągając sukcesów (1990 Manila - 49. miejsce, 1993 Biel/Bienne - 43. miejsce).
Odniósł wiele sukcesów w turniejach międzynarodowych, zwyciężając bądź dzieląc I miejsca w m.in.
Sydney (1979, 1992), Melbourne (1983, mistrzostwa Commonwealth), Nuoro (1984), Kalkucie (1988), Mendrisio (1988), Groningen (1988, 1989, 1990), Genewie (1990), Brnie (1991), Budapeszcie (1991), Auckland (1992), Cebu City (1992), Wijk aan Zee (1993, 1997), Dżakarcie (1993), Lázně Bohdaneč (1994), Gausdal (1996) oraz Biel/Bienne (1996). W 2002 po raz kolejny podzielił I m. w Wijk aan Zee, natomiast w 2005 zwyciężył (wspólnie z Eugenio Torre) w Bangkoku. W 2007 r. zajął I m. w Canberze.
Najwyższy ranking w karierze osiągnął 1 stycznia 1999 r., z wynikiem 2618 punktów zajmował wówczas 52. miejsce na światowej liście FIDE, jednocześnie zajmując 1. miejsce wśród australijskich szachistów.